# اچ‌آر ۴۴۵۸
اچ‌آر ۴۴۵۸ یک ستاره است که در صورت فلکی مار باریک قرار دارد.